# اونیر
اونیر (انگلیسی: Onir؛ زادهٔ ۳۰ آوریل ۱۹۶۹) کارگردان فیلم، تهیه‌کننده فیلم، فیلم‌نامه‌نویس و تدوین‌گر اهل هند است. وی از سال ۲۰۰۵ میلادی تاکنون مشغول فعالیت بوده‌است.

## فیلم‌شناسی
| سال  | فیلم                                | کارگردان | تهیه‌کننده | نویسنده | تدوین‌گر | یادداشت                                             |
| ---- | ----------------------------------- | -------- | --------- | ------- | ------- | --------------------------------------------------- |
| ۲۰۰۱ | Rahul                               |          |           |         | آری     |                                                     |
| ۲۰۰۱ | Daman: A Victim of Marital Violence |          |           |         | آری     |                                                     |
| ۲۰۰۳ | دوستان در قرن دهم                   |          |           |         | آری     |                                                     |
| ۲۰۰۳ | روح                                 |          |           |         | آری     |                                                     |
| ۲۰۰۵ | برادرم… نیکل                        | آری      | آری       | آری     | آری     |                                                     |
| ۲۰۰۶ | فقط یک لحظه                         | آری      |           | آری     |         |                                                     |
| ۲۰۰۸ | Sorry Bhai!                         | آری      | آری       |         |         |                                                     |
| ۲۰۱۱ | من هستم                             | آری      | آری       | آری     | آری     | Won National Award for Best Hindi Feature Film 2011 |
| ۲۰۱۵ | Chauranga                           |          | آری       |         |         |                                                     |
| ۲۰۱۷ | شب                                  | آری      | آری       | آری     | آری     |                                                     |
| ۲۰۱۸ | Kuchh Bheege Alfaaz                 | آری      |           |         |         |                                                     |